# Women in Trouble
Série
Elektra Luxx
(2010)
Pour plus de détails, voir Fiche technique et Distribution.
Women in Trouble est un film américain écrit, réalisée et coproduit par Sebastian Gutierrez, sorti en 2009.
Une suite a été tournée en 2010 : Elektra Luxx.

## Synopsis
Le film relate les histoires croisées de plusieurs femmes : une actrice pornographique qui tombe enceinte, une hôtesse de l'air, deux prostituées qui rencontrent une psychologue trompée par son mari…

## Fiche technique
Sauf indication contraire, les informations mentionnées dans cette section peuvent être confirmées par la base de données cinématographiques IMDb,  présente dans la section « Liens externes ».
- Titre original et français  : Women in Trouble
- Réalisation et scénario : Sebastian Gutierrez
- Costumes : Denise Wingate
- Photographie : Cale Finot
- Montage : Lisa Bromwell et Michelle Tesoro
- Musique : Robyn Hitchcock
- Production : Sebastian Gutierrez et Oren Senderman
- Sociétés de production : Gato Negro Films
- Sociétés de distribution : Screen Media Films (cinéma et DVD, États-Unis) ; Acteurs Auteurs Associés (AAA) (DVD, France)
- Pays d'origine :  États-Unis
- Langue originale : anglais
- Format : couleur - 35 mm - 1,85:1 - son Dolby Digital
- Genre : comédie
- Durée : 92 minutes
- Dates de sortie[3],[4] :
  - États-Unis : 15 mars 2009 (Festival international du film de South by Southwest) ; 13 novembre 2009 (sortie limitée)
  - France : 6 juillet 2011 (sorti directement en DVD)

## Distribution
- Carla Gugino (VF : Ingrid Donnadieu) : Elektra Luxx
- Adrianne Palicki : Holly Rocket
- Connie Britton (VF : Lydia Cherton) : Doris
- Simon Baker : Travis McPherson
- Sarah Clarke : Maxine McPherson
- Emmanuelle Chriqui : Bambi
- Marley Shelton : Cora
- Josh Brolin : Nick Chapel
- Garcelle Beauvais : Maggie
- Rya Kihlstedt : Rita
- Xander Berkeley : M. Frost
- Elizabeth Berkley : Tracy
- Caitlin Keats : Addy
- Isabella Gutierrez : Charlotte
- Lauren Katz : Tara
- Paul Cassell : Jay
- Cameron Richardson Darby
- Joseph Gordon-Levitt : Bert Rodriguez
- Samantha Shelton : la chanteuse
- Ermahn Ospina : El Capitan
- Dan Mailley : le docteur
- Greg Lauren : le pompier
- Tricia Donohue : l'infirmière

 Source et légende : version française (VF) sur RS Doublage

## Tournage
Le tournage s'est déroulé à Los Angeles, en Californie.

## Commentaires
Le film réuni un casting composé d'acteurs ayant une certaine notoriété comme Carla Gugino, Adrianne Palicki, Simon Baker, Emmanuelle Chriqui, Josh Brolin et Joseph Gordon-Levitt, etc.